# ریحانه (فیلم)
ریحانه فیلمی به کارگردانی، نویسندگی و تهیه‌کنندگی علیرضا رئیسیان محصول سال ۱۳۶۸ است.

## خلاصه فیلم
ریحانه به دلیل اختلاف با شوهرش، اسکندر، به خانهٔ پدرش بازمی‌گردد. برادر او حیدر که اسباب این ازدواج را فراهم کرده و مانع وصلت ریحانه با پسرعمویش رضا، بوده است به دلیل مشکلات مالی و کنایه‌های مردم نمی‌تواند حضور ریحانه را تحمل کند.